# شيرى نورث
شيرى نورث (بالإنجليزية: Sheree North)‏ هي مغنية وراقصة وممثلة أمريكية، ولدت في 17 يناير 1932 بلوس أنجلوس في الولايات المتحدة، وتوفيت بنفس المكان في 4 نوفمبر 2005. بدأت مشوارها المهني سنة 1951، ومن الجوائز التي نالتها جائزة المسرح العالمي سنة 1953.

## جوائز
- جائزة المسرح العالمي (1953)

## وصلات خارجية
- شيرى نورث على موقع IMDb (الإنجليزية)
- شيرى نورث على موقع ألو سيني (الفرنسية)
- شيرى نورث على موقع ميوزك برينز (الإنجليزية)
- شيرى نورث على موقع تيرنر كلاسيك موفيز (الإنجليزية)
- شيرى نورث على موقع أول موفي (الإنجليزية)
- شيرى نورث على موقع قاعدة بيانات برودواي على الإنترنت (الإنجليزية)
- شيرى نورث على موقع قاعدة بيانات برودواي على الإنترنت (الإنجليزية)
- شيرى نورث على موقع قاعدة بيانات الأفلام السويدية (السويدية)
- شيرى نورث على موقع إن إن دي بي (الإنجليزية)
- شيرى نورث على موقع ديسكوغز (الإنجليزية)